# اولی ام. جیمز
اولی ام. جیمز (به انگلیسی: Ollie M. James) سناتور سابق عضو حزب دموکرات ایالات متحده آمریکا بود. وی در سال ۱۹۱۳ تا ۱۹۱۸ میلادی سناتور ایالت کنتاکی در سنای ایالات متحده آمریکا بود.